# Марченков, Сергей Серафимович
Сергей Серафимович Марченков (род. 1945) — математик, доктор физико-математических наук, профессор кафедры математической кибернетики факультета вычислительной математики и кибернетики МГУ.

## Биография
Родился в 1945 году в городе Узловая Тульской области. Окончил с золотой медалью среднюю школу № 16 города Узловая (1962). Окончил механико-математический факультет МГУ (1967) с отличием. Обучался в аспирантуре механико-математического факультета по кафедре математической логики (1967—1970).
Кандидат физико-математических наук (1971); тема диссертации: «Полуструктуры вычислимых нумераций» (научный руководитель С. В. Яблонский). Доктор физико-математических наук (1991); тема диссертации: «Проблема существования базиса в итеративных алгебрах дискретных функций». Старший научный сотрудник (1995). Профессор (2013).
Работал в Институте прикладной математики им. М. В. Келдыша РАН (1970—2000). В Московском университете работает с 2000 года в должности профессора кафедры математической кибернетики факультета ВМК.
Область научных интересов: теория множеств, математическая логика.
Читает курсы «Дискретная математика», «Дополнительные главы дискретной математики», «Функциональные системы», «Однородные функции», «Основы теории алгоритмов», «Элементарные рекурсивные функции», «Предполные классы многочисленной логики», «Операторы замыкания в многозначной логике», «Вычисления на машинах Минского», «Функциональные уравнения многозначной логики».
Основные труды: «S- классификация функций трехзначной логики» (2001), «Булевы функции» (2002), «Представление функций суперпозициями» (2010), «Функциональные уравнения дискретной математики» (2013), «Классы элементарных рекурсивных функций» (2016), учебные пособия «Операторы замыкания логико-функционального типа» (2012), «Функциональные системы» (2012), «Основы теории булевых функций» (2014), «Избранные главы дискретной математики» (2016), «Сильные операторы замыкания» (2017).
Автор 200 научных статей, 21 книги и научный руководитель 5-и диссертаций на учёное звание кандидата физико-математических наук.